# ريان جينينغز
ريان جينينغز (بالإنجليزية: Ryan Jennings)‏ هو لاعب كرة قدم بريطاني في مركز نصف الجناح، ولد في 8 يوليو 1995 في Gorton ‏ في المملكة المتحدة. لعب مع ستوكبورت كونتي وغريمسبي تاون ونادي أكرينغتون ستانلي ونادي تشيلتنهام تاون لكرة القدم وويغان أتلتيك.

## وصلات خارجية
- ريان جينينغز على موقع قاعدة بيانات كرة القدم.إي يو (الإنجليزية)
- ريان جينينغز على موقع Soccerbase.com (لاعب) (الإنجليزية)
- ريان جينينغز على موقع Soccerway.com (الإنجليزية)